# ZSNES
ZSNES是自由开放源代码的SNES模擬器，主要以x86汇编语言写成，有Linux、MS-DOS、Mac OS和Windows官方移植版本，以及一个非官方的Xbox移植。

## 历史
ZSNES开发始于1997年3月，首个公开版本发行于1997年10月4日。
在2007年1月24日发布1.51版本后，尽管官方声称“ZSNES仍未停止开发”，但之后进度逐渐减慢，实际上处于停滞状态。

## 特点
ZSNES是第一个模拟了大部分SNES特殊芯片的模拟器。
为了适应当时计算机相对较低的配置，ZSNES开发者花费了大量精力降低对性能的消耗，这使得当时配置不高的机器也能流畅模拟，在模拟器刚推出时曾受到好评。
但到后来，Snes9x等模拟器在精确性方面表现更好，虽然消耗资源更多，但随着计算机性能的提升，这已经不再是一个问题，ZSNES逐渐失去了优势。
ZSNES为提高运行效率大量使用汇编语言，这导致了后续开发和移植方面的诸多困难。官方曾试图将其代码转为C语言和QT界面库的形式，但最终未成功。
因为ZSNES曾经一度流行，其精确度较差的问题造成了一些不好的影响，有些游戏ROM为了能在ZSNES中运行，反倒改错了，使之无法在新模拟器和SNES真机上正确运行。
2015年1月，模拟器1.51版被人发现一个漏洞可以用来获取计算机控制权并执行恶意代码，该问题随即被修正，但由于新版本始终未推出，仍有大量计算机在运行漏洞的版本。